# Acrochordonichthys falcifer
Acrochordonichthys falcifer es una especie de pez de la familia Akysidae en el orden de los Siluriformes.

## Morfología
Los machos pueden llegar alcanzar los 9,2 cm de longitud total.
Número de  vértebras: 35-36.

## Distribución geográfica
Es endémico del noreste de Borneo. Habita las cuencas de los ríos Kinabatangan y Segama, y posiblemente el Kayan.